# Мађарска на Светском првенству у атлетици на отвореном 2017.
Мађарска је на Светском првенству у атлетици на отвореном 2017. одржаном у Лондону од 4. до 13. августа, учествовала шеснаести пут, односно учествовала је на свим првенствима до данас. Репрезентацију Мађарске представљало је 16 учесника (6 мушкараца и 10 жена) који су се такмичили у 12 дисциплина (5 мушких и 7 женских).,
На овом првенству Мађарска је по броју освојених медаља делила 29. место са 2 освојене медаље (1 сребрна и 1 бронзана).. У табели успешности према броју и пласману такмичара који су учествовали у финалним такмичењима (првих 8 такмичара) Мађарска је са 3 учесника у финалу делила 26. место са 16 бодова.
| Плас. | Земља    | 1. место | 2. место | 3. место | 4. место | 5. место | 6. место | 7. место | 8. место | Бр. финал. | Бод. |
| ----- | -------- | -------- | -------- | -------- | -------- | -------- | -------- | -------- | -------- | ---------- | ---- |
| =26.  | Мађарска | 0        | 1        | 1        | 0        | 0        | 1        | 0        | 0        | 3          | 16   |

## Учесници
| Мушкарци: - Балаж Баји — 110 м препоне - Мате Хелебрант — Ходање 50 км - Золтан Кеваго — Бацање диска - Бенце Халаш — Бацање кладива - Кристијан Парш — Бацање кладива - Норберт Ривас-Тот — Бацање копља | Жене: - Грета Керекеш — 100 м препоне - Луца Козак — 100 м препоне - Викторија Ђуркес — 3.000 м препреке - Викторија Мадарас — Ходање 20 км - Барбара Ковач — Ходање 20 км - Рита Речеи — Ходање 20 км - Анита Мартон — Бацање кугле, Бацање диска - Река Ђурац — Бацање кладива - Ксенија Крижан — Седмобој - Ђерђи Живоцки-Фаркаш — Седмобој |  |

## Освајачи медаља (2)

### сребро (1)
- Анита Мартон — Бацање кугле

### бронза (1)
- Балаж Баји — 110 м препоне

## Резултати

### Мушкарци
| Атлетичар         | Дисциплина     | Лични рекорд | Квалификације | Квалификације | Полуфинале            | Полуфинале   | Финале               | Финале       | Детаљи |
| Атлетичар         | Дисциплина     | Лични рекорд | Резултат      | Место         | Резултат              | Место        | Резултат             | Место        | Детаљи |
| ----------------- | -------------- | ------------ | ------------- | ------------- | --------------------- | ------------ | -------------------- | ------------ | ------ |
| Балаж Баји        | 110 м препоне  | 13,15 НР     | 13,35 КВ      | 2. у гр. 1    | 13,23 (.228) КВ       | 1. у гр. 3   | 13,28                |              |        |
| Мате Хелебрант    | 50 км ходање   | 3:43:56      |               |               |                       |              | 3:43:56 НР, ЛР       | 6 / 33 (49)  |        |
| Золтан Кеваго     | Бацање диска   | 69,95        | 59,46         | 12. у гр. А   |                       |              | Није се квалификовао | 22 / 30 (32) |        |
| Бенце Халаш       | Бацање кладива | 78,75        | 75,56 КВ      | 4. у гр А     | 74,45                 | 11 / 30      |                      |              |        |
| Кристијан Парш    | Бацање кладива | 82,69        | 74,08         | 6. у гр. Б    | Нису се квалификовали | 14 / 32      |                      |              |        |
| Норберт Ривас-Тот | Бацање копља   | 83,08 НР     | 78,76         | 11. у гр. Б   | Нису се квалификовали | 21 / 31 (32) |                      |              |        |

### Жене
| Атлетичарка       | Дисциплина       | Лични рекорд | Квалификације | Квалификације | Полуфинале            | Полуфинале            | Финале                | Финале       | Детаљи |
| Атлетичарка       | Дисциплина       | Лични рекорд | Резултат      | Место         | Резултат              | Место                 | Резултат              | Место        | Детаљи |
| ----------------- | ---------------- | ------------ | ------------- | ------------- | --------------------- | --------------------- | --------------------- | ------------ | ------ |
| Грета Керекеш     | 100 м препоне    | 13,10        | 13,15 (,147)  | 6. у гр. 1    | Нису се квалификовале | Нису се квалификовале | Нису се квалификовале | 26 / 39 (40) |        |
| Луца Козак        | 100 м препоне    | 13,10        | 13,17         | 5. у гр. 2    | Нису се квалификовале | Нису се квалификовале | Нису се квалификовале | 28 / 39 (40) |        |
| Викторија Ђуркес  | 3.000 м препреке | 9:40,66      | 9:52,66       | 10. у гр. 3   |                       |                       | Није се квалификовала | 27 / 40 (42) |        |
| Викторија Мадарас | 20 км ходање     | 1:30:47      |               |               |                       |                       | 1:30:05 НР, ЛР        | 12 / 52 (61) |        |
| Барбара Ковач     | 20 км ходање     | 1:33:43      | 1:32:44 ЛР    | 27 / 52 (61)  |                       |                       |                       |              |        |
| Рита Речеи        | 20 км ходање     | 1:34:43      | 1:40:26       | 51 / 52 (61)  |                       |                       |                       |              |        |
| Анита Мартон      | Бацање кугле     | 19,87 НР     | 18,76 КВ      | 1. у гр. А    |                       |                       | 19,49                 |              |        |
| Анита Мартон      | Бацање диска     | 60,94        | 55,96         | 12. у гр. А   | Нису се квалификовале | 24 / 29 (30)          |                       |              |        |
| Река Ђурац        | Бацање кладива   | 71,27        | 67,48         | 9. у гр. Б    | Нису се квалификовале | 16 / 30 (32)          |                       |              |        |

#### Седмобој
| Дисциплина    | Ђерђи Живоцки-Фаркаш | Ђерђи Живоцки-Фаркаш | Ђерђи Живоцки-Фаркаш | Ђерђи Живоцки-Фаркаш | Ђерђи Живоцки-Фаркаш | Ђерђи Живоцки-Фаркаш |
| Дисциплина    | Лични рекорд         | Резултат             | Бод.                 | Плас.                | Укупно               | Плас.                |
| ------------- | -------------------- | -------------------- | -------------------- | -------------------- | -------------------- | -------------------- |
| 100 м препоне | 13.79                | 14,05                | 971                  | 26.                  | 971                  | 26.                  |
| Скок увис     | 1,87                 | 1,77                 | 941                  | 10.                  | 1.912                | 20.                  |
| Бацање кугле  | 14,62                | 13,75                | 777                  | 12.                  | 2.689                | 17.                  |
| 200 м         | 25,10                | 25,38 (.371) ЛРС     | 852                  | 25.                  | 3.541                | 22.                  |
| Скок удаљ     | 6,32                 | 5,94                 | 831                  | 19.                  | 4.372                | 22.                  |
| Бацање копља  | 50,73                | 44,95                | 763                  | 12.                  | 5.135                | 20.                  |
| 800 м         | 2:11,76              | 2:13,44 (.431) ЛРС   | 897                  | 9.                   | 6.050                | 17.                  |
| Седмобој      | 6.442                |                      |                      |                      | 6.050 ЛРС            | 17 / 27 (31)         |

| Дисциплина    | Ксенија Крижан | Ксенија Крижан | Ксенија Крижан | Ксенија Крижан | Ксенија Крижан | Ксенија Крижан |
| Дисциплина    | Лични рекорд   | Резултат       | Бод.           | Плас.          | Укупно         | Плас.          |
| ------------- | -------------- | -------------- | -------------- | -------------- | -------------- | -------------- |
| 100 м препоне | 13.51          | 13,70          | 1.021          | 14.            | 1.021          | 14.            |
| Скок увис     | 1,81           | 1,77           | 941            | 11.            | 1.962          | 15.            |
| Бацање кугле  | 14,34          | 14,14          | 803            | 8.             | 2.765          | 10.            |
| 200 м         | 24,72          | 25,15 (.148)   | 873            | 23.            | 3.638          | 14.            |
| Скок удаљ     | 6,26           | 5,93           | 828            | 20.            | 4.466          | 15.            |
| Бацање копља  | 50,52          | 51,25 ЛР       | 884            | 6.             | 5.350          | 11.            |
| 800 м         | 2:10,04        | 2:07,17 ЛР     | 1.006          | 1.             | 6.356          | 9.             |
| Седмобој      | 6.390          |                |                |                | 6.356          | 9 / 27 (31)    |